# Alfred de Vergnette de Lamotte
Pour les articles homonymes, voir Lamotte.
Gérard Élisabeth Alfred de Vergnette de Lamotte, né le 5 juillet 1806 à Beaune (Côte-d'Or) - où il est mort le 28 mai 1886, est un agronome, œnologue et homme politique français.
Alfred de Vergnette de Lamotte est surtout connu par ses travaux sur le vin. En reprenant la découverte de Nicolas Appert, il propose le chauffage du vin pour éviter une perte de qualité.
Louis Pasteur le rencontre et prend connaissance de ses travaux ; il minimisera ensuite l'apport de ses recherches et son expérience. Quand il publie ses travaux sur les moyens de conservation du vin, Pasteur s’attribue l’antériorité de la découverte du chauffage du vin, avant de rendre justice à Nicolas Appert.

## Biographie
Gérard Élisabeth Alfred de Vergnette de Lamotte,,,,, naît le 5 juillet 1806 à Beaune. Il est le fils d’Hubert de Vergnette de Lamotte et d’Élisabeth Bizouard de Montille.  
Alfred de Vergnette de Lamotte fait ses études au collège Monge de Beaune, puis à Paris, au collège Charlemagne et à l'institution Massin, à partir de 1822.  
En novembre 1826, il entre à l’École Polytechnique, premier de sa promotion. Il y reçoit l’enseignement de professeurs prestigieux : François Arago comme professeur d’analyse appliquée à la géométrie, de géodésie et d’arithmétique sociale, Augustin Louis Cauchy comme professeur d’analyse et de mécanique ainsi que Louis Joseph Gay-Lussac comme professeur de chimie. 
Pendant son séjour à Paris, de 1826 à 1832, il fréquente les salons de la comtesse de Narbonne et celui du baron de Ballainvilliers. Il sort de l’Ecole des Mines avec le diplôme d’ingénieur.
En 1828, il est déclaré admissible dans les services publics et il choisit le service des Mines.
En 1832, il est nommé ingénieur ordinaire. Il renonce au service d’Etat en 1834 pour se consacrer à l’agronomie. Il quitte Paris pour rejoindre sa Bourgogne. Il y épouse Henriette Nodot, riche héritière. Elle lui apporte en dot un domaine à Savigny lès Beaune. Il se retrouve à la tête d’un important domaine viticole à Pommard, en étant propriétaire de 36 ha de vignes de première classe, mais aussi à Meursault, Volnay et Beaune dont il possède le « Clos des mouches ». Ses caves de Pommard ont servi de modèle à bien des caves de la Côte.
En 1847, il entre au conseil municipal de Beaune et se déclare sans étiquette politique.
En 1851, il devient maire de Beaune, il démissionne après le coup d’État de Louis-Napoléon Bonaparte, en 1852.
En 1855, avec le concours de l’ingénieur Ritter, il introduit le drainage dans l’arrondissement de Beaune et préconise l’emploi du sulfatage des échalas. L’établissement de fontaines dans sa ville natale de Beaune et dans les communes voisines (Meursault, Savigny, Pommard), dont il capte les sources et dirige les travaux, contribue à établir sa réputation.
Propriétaire viticole, passionné d’agronomie, de viticulture et d’œnologie, il mène des études sur le terroir des vignobles bourguignons et leurs différents cépages. 
Il publie des ouvrages consacrés à la géologie, la topographie et la climatologie dans la région beaunoise, à l’application des observations météorologiques à l’étude de la viticulture. Il s’intéresse également à la vendange, aux maladies de la vigne, à l’emploi du tanin dans le collage des vins, à la congélation du vin, au chauffage du vin.
Son apport le plus important concerne la technique du chauffage du vin (voir plus loin les travaux).
Le baron Thénard fait un résumé de ses travaux à l’Académie, qui le nommera membre correspondant de l’Institut en 1865.
En 1866, Vergnette publie son ouvrage célèbre « Le Vin », qui connaît un grand succès. L’année suivante, il publie une deuxième édition du livre.
Il fait de nombreuses communications à l’Académie des Sciences (voir notes en références).
Vergnette prend une part active dans la révision du traité de commerce conclu en 1860 avec l’Angleterre, en ce qui concerne le degré alcoolique des vins pouvant entrer sans surtaxe dans ce pays.
Il encourage, par l’intermédiaire de l’Association Vinicole Commerciale, la création de la Chambre de Commerce de Beaune. 
Vergnette se consacre aussi au Comité d’Agriculture et de Viticulture de Beaune, dont il est un temps président.
De 1874 à 1886, il est président de la Société d’Archéologie, d’Histoire et de Littérature de Beaune.
Le 28 mai 1886, il décède à Beaune, à l’âge de 80 ans. À son décès, il était domicilié à Vignolles et époux de Henriette Naudot.
Depuis 2001, il existe un prix Alfred de Vergnette de Lamotte qui récompense des travaux récents relatifs à l'histoire de la vigne et du vin et des vignerons en Bourgogne.

## Titres et distinctions
Titres et distinctions
- Chevalier de la Légion d'honneur (15 août 1869) 

- Maire de Beaune (1851-1852) 

- Président du Comité d’Agriculture et de Viticulture de Beaune 

- Président de la Commission départementale d’étude et de vigilance contre le phylloxéra
- Vice-président du Conseil d’hygiène de l’arrondissement de Beaune
- Président de la Société d’Archéologie, d’histoire et de littérature de Beaune (1874-1886) 

- Correspondant de l’Académie des sciences (section économie rurale) ( 5 février 1865) 

- Correspondant de l’Institut de France 

- Correspondant de la Société centrale d’agriculture 

- Correspondant de l’Académie de Dijon (section des sciences) 

- Correspondant des Sociétés d’agriculture de Lyon, Turin, Lisbonne, Dijon, Chalon-sur-Saône, Angers, etc. 

- Rapport pour l’arrondissement de Beaune de la commission administrative de l’Enquête agricole de 1866 

- Comte romain de la création de Pie IX 

- Lauréat de la prime d’honneur de la Côte d’Or 

- Lauréat de la prime d’honneur au Concours régional de Dijon (mai 1870) 

- Membre du jury de l’Exposition universelle de Paris de 1878 (voir Expositions universelles de Paris) 

- Membre du jury des Primes d’honneur et des concours régionaux 

- Membre de la Commission administrative des hospices de Beaune 

- Membre du comité de surveillance de l’Ecole de viticulture de Beaune 

- Membre honoraire de l’association vinicole commerciale de l’arrondissement de Beaune 

- Membre de la Société Eduenne 

- Chevalier de l'ordre du Christ (Portugal) (1865)

- Médaille d’or pour ses travaux relatifs à la conservation des vins par la chaleur lors de l’exposition de Porto (1865)

## L’apport et l’œuvre d'Alfred de Vergnette de Lamotte
L’apport le plus important d'Alfred de Vergnette de Lamotte est sa contribution sur le vin et ses procédés de conservation (chauffage et congélation). 
La technique du chauffage du vin était connue depuis l’Antiquité : Columelle en parle déjà dans son traité de viticulture, le « De re rustica » (vers 42 avant Jésus-Christ). 
D’après Alfred de Vergnette, les Romains chauffaient leur vin, non pas dans le but de le conserver, mais pour concentrer et  augmenter la richesse en saccharine des moûts.
En 1827, A. Gervais publie une brochure sur l’application de la chaleur à la conservation des vins : « Mémoire sur les effets de l’appareil épurateur pour l’amélioration et la conservation des vins » ; il met sa méthode sous le patronage du gouvernement et des ministres de l’intérieur et du commerce qui acceptent la dédicace de son ouvrage. Sa méthode consiste en un transvasement du vin d’un tonneau à un autre en passant dans un appareil chauffé au bain-marie. Par ce procédé, le vin a une plus longue conservation et est propre au transport.
Alfred de Vergnette rapporte que, dans le mémoire de Gervais « le ferment était la cause des maladies dont les vins sont susceptibles ».
Nicolas Appert met au point en 1795 le procédé de conservation des aliments par le chauffage. Il reçut du gouvernement de l'Empire une récompense de 12000 francs, avec obligation de publier sa découverte. Nicolas Appert accepte en 1810, de laisser sa méthode tomber dans le domaine public en publiant « L’art de conserver pendant plusieurs années toutes les substances animales ou végétales ». En 1841, il meurt pauvre et ruiné.

### 1846
Vergnette de Lamotte développe la technique de conservation du vin par chauffage et congélation.
Connaissant les travaux de Nicolas Appert et de Jean-Antoine Gervais, dès 1840, il reprend les expériences d’Appert,.
Dans son mémoire sur le chauffage du vin, Vergnette fait une importante remarque : en 1846, il chauffe un vin de 1840 et constate qu’il est merveilleusement conservé, tandis que le même vin non chauffé s’est altéré.
Pasteur connaissait Alfred de Vergnette : il était venu chez lui pour s’instruire sur le vin en général. Une collaboration s’installe, mais Pasteur décide de jouer cavalier seul. Dans ses communications, il balayera toute antériorité des travaux de Vergnette. Une polémique s’ensuivra entre les deux hommes (voir plus loin).
La première trace écrite des travaux de Vergnette sur le chauffage du vin date de 1846, soit vingt ans avant Louis Pasteur  et 36 ans après la publication d'Appert ,. On y lit : « La chaleur rendait les ferments moins organisés.». D’après L. de Montille,  cette phrase signifie que « la chaleur atténuait les ferments », formule qui va servir de base à tous les travaux de Louis Pasteur.
Cette année-là, Vergnette publie également un mémoire sur la viticulture et l’œnologie de la Côte-d’Or ,,. Il parle de congélation artificielle pour conserver les vins. D’après de nombreux historiens, il est le premier à utiliser la congélation pour conserver du vin.

### 1847
En 1847, il s’intéresse aux insectes nuisibles à la vigne ainsi qu'à l’emploi du tannin dans le collage des vins.

### 1848
En 1848, il publie un texte sur l’exportation des vins de Bourgogne dans les pays chauds ainsi qu’un texte sur l’impôt sur les boissons.

### 1850
En 1850, il publie un mémoire sur ses expériences et ses résultats dans les annales de la Société centrale d’agriculture de Paris. Ce mémoire fut publié à nouveau dans le journal de Beaune en 1865 et inséré dans son livre « Le vin » en 1866,,. Pasteur prétendra n’en avoir pris connaissance qu’en 1865.
Citons la communication publiée par Alfred de Vergnette : « En 1840, des vins de cette récolte avaient été mis en bouteille au décuvage. Après avoir été bouchées, ficelées et exposées au bain-marie à une température de 70 degrés, elles furent descendues à la cave et oubliées. En 1846 (alors que la plupart des vins de 1840 dont les raisins furent grêlés, avaient subi une maladie à laquelle plusieurs succombèrent), quelques bouteilles de ce vin se trouvèrent sous ma main avec leur étiquette ; et je constatai avec une remarquable satisfaction qu’ils étaient dans le meilleur état de conservation. Nous avons répété cette expérience sur d’autres vins, à l’époque de leur mise en bouteille et nous avons réussi, en faisant varier la température du bain-marie de 50 à 75 degrés, à préserver les vins de qualité, soumis à ces essais, de toute altération ultérieure. Nous ne terminerons pas cette notice sans conseiller aussi pour les vins qui doivent être expédiés en bouteille, un essai dont la réussite a été complète pour les vins blancs. On soumet les bouteilles bouchées et ficelées à la chaleur d’un bain-marie, en ayant soin d’éteindre le feu dès que la température atteint 70 degrés. Quand cette eau est descendue au degré de la température ambiante, on les en retire et on les goudronne. J’ai soumis à mes essais de grands vins blancs de Bourgogne, qui, après avoir subi ce traitement, avaient fait deux fois le trajet des Antilles, sans subir la moindre altération ». 
« J’ai observé, il y a quelques années, un fait assez important. Souvent obligé, dans le moment de la récolte, de conserver par la méthode Appert, des moûts destinés à des expériences qui ne pouvaient être faites que plus tard, j’ai aussi appliqué ce procédé à des vins de différentes qualités »,.

### 1863
Le 7 décembre 1863, Pasteur écrit à l’Académie des sciences

### 1864
Cette année-là, Alfred de Vergnette rédige un travail sur les vignes et la vinification dans la Côte-d’Or.
Le 18 janvier 1864, Pasteur écrit aux Comptes rendus de l’Académie des sciences
Le 27 avril 1864, Vergnette adresse une lettre à Pasteur, à la suite de sa publication sur la maladie de l’amertume des grands vins de bourgogne.
Le comité central de Sologne, dans sa séance d’automne de 1864, avait, sur la proposition de son président, M. le sénateur Boinvilliers, voté une médaille d’or de 1000 francs « à l’inventeur d’un procédé qui serait rendu public, et qui permettrait aux vins de France les transports de terre et de mer, et le séjour prolongé, en tous pays, sans que leur goût ou leur parfum en fût altéré » . Rappelons toutefois que Alfred de Vergnette de Lamotte a déjà publié un procédé en 1848 sur l'exportation des vins de Bourgogne dans les pays chauds (voir plus haut).

### 1865
Le 13 février 1865, Vergnette présente sa candidature à l’Académie des Sciences dans la Section d’Économie rurale, à la suite du décès de Monsieur Parade.
Le 20 février 1865, il est élu comme membre correspondant dans la Section d’Économie rurale et obtient 48 suffrages sur 57.
Le 11 avril 1865, Pasteur dépose un brevet d’invention dans le but de pouvoir suivre à son aise toutes ses expériences et correspondre avec un grand nombre de personnes, sans craindre qu'on le devance par quelque publication ou brevet, alors que les travaux de Vergnette lui sont antérieurs et que Louis Pasteur a eu ce dernier comme source d'informations et de savoir-faire.
Le 1er mai 1865, Vergnette fait une communication sur les effets de la chaleur pour la conservation et l’amélioration des vins aux Comptes rendus de l’Académie des Sciences.
Le même jour, Pasteur fait également une communication à l'Académie des sciences.
Le 13 ou 15 mai 1865, Vergnette republie son mémoire de 1850 sur ses expériences de chauffage et sur ses résultats.
Afin d’asseoir toute antériorité de ses travaux sur Vergnette, Pasteur s’empresse de faire connaître les travaux de Nicolas Appert dans une note insérée aux Comptes-rendus de l’Académie des sciences de décembre 1865. En parlant d’Appert, il y écrit : « C’est néanmoins cet habile industriel qui, le premier, a nettement indiqué la possibilité de conserver le vin par l’application préalable de la chaleur. Pourtant il est juste de faire remarquer que le fait sur lequel Appert s’appuyait ne prouvait pas du tout que sa méthode fût réellement bonne pour le vin. ».
Le 29 mai 1865, Pasteur…
Le 14 août 1865, Pasteur publie… 
Le 11 octobre 1865, Pasteur adresse une lettre au rédacteur en chef du Moniteur vinicole (Sur le procédé de conservation des vins par le chauffage préalable). Il affirme que jamais un négociant du Midi n’a fait chauffer du vin dans le but de le conserver. Si les négociants en vin le font chauffer, c’est afin de « vieillir » le vin mais jamais dans un but de conservation. Il fait référence à ses notes publiées à l’Académie le 29 mai 1865  et 14 août 1865. Il reconnaît, dans le même article envoyé au rédacteur, que la personne qui a le plus approché son procédé de conservation est M. de Vergnette-Lamotte. Mais il insiste pour faire remarquer que le procédé proposé par M. de Vergnette le 1er mai 1865 n’a que de lointaines analogies avec le sien. Pasteur indique aussi qu’il ne connaissait pas les expériences d’Appert lorsqu’il adresse la lettre au rédacteur en chef.
Pasteur affirme qu’il prend pour la première fois connaissance de la note de Vergnette, (publiée la première fois en 1850 et qui vient d’être republiée le 13 mai 1865, dans le Journal de Beaune).
Il reconnaît que Vergnette a observé avant lui que du vin chauffé au bain-marie par le procédé d’Appert peut se conserver ensuite mais fait la nuance suivante : « Il n’en est pas moins vrai que M. de Vergnette est la personne qui a le plus approché du procédé de conservation que j’ai fait connaître, et c’est son travail, ainsi que la méthode d’Appert, et non les pratiques de Mèze et de Cette, que la vérité historique doit placer avant le mien ». Indirectement, il reconnaît donc l’antériorité des travaux d’Appert et de Vergnette.
Le 4 décembre 1865, Pasteur cite les travaux d’Appert. Cette année-là, Vergnette publie son livre le plus connu « Le vin » qui sera réédité l’année suivante.

## Publications
- Le Journal de Beaune, 1846
- Mémoires sur la viticulture et l'œnologie de la Côte-d'Or, Impr. de Douillier, 1846
- Des Insectes nuisibles à la vigne dans les crus de la Côte-d'Or, 1847
- De l'Emploi du tannin dans le collage des vins, 1847
- De l'exportation des vins de Bourgogne dans les pays chauds, Société nationale et centrale d'agriculture, éd. Impr. de Mme Ve Bouchard-Huzard (Paris), 1848
- De l'Impôt sur les boissons, notice présentée au Comité d'agriculture de Beaune le 7 mai 1848
- De l’exportation des vins de Bourgogne dans les pays chauds, Société centrale d’agriculture de Paris, 1850, in Le vin, p. 256
- Des vignes fines & de la vinification dans la Côte-d'Or, éd. V. Masson, 1864
- Le Journal de Beaune, 15/5/1865 (reproduction du mémoire de 1850)
- Alcoolmétrie in Grand dictionnaire de Moll et Gayot
- Le vin, éd. Libraire agricole de la Maison rustique, 1866
- De la Vendange dans la Côte-d'Or
- Sur les Cépages des vignes fines de la Côte-d'Or
- Vignes et vinification en Côte d'Or, 2006 (réédition), présentation et analyse de Marc Sorlot, éd. Lacour  (ISBN 2-7504-1269-2)

### Livres où Alfred de Vergnette est cité
- Louis Pasteur, Œuvres, tome 3 – Étude sur le vinaigre et le vin, éd.  [PDF] téléchargeable gratuitement à l’adresse suivante Pasteur, Œuvres, tome 3 – Etude sur le vinaigre et le vin
- Pierre-Yves Laurioz, Louis Pasteur – la réalité après la légende, éd. De Paris, 2003  (ISBN 2-85162-096-7)
- Yves Robin, Lettre ouverte à Monsieur Louis Pasteur, éd. France Europe éditions, 2002  (ISBN 2-84825-014-3)

### Livres sur Vergnette de Lamotte et sa famille
- ?, Nécrologie - M. le vicomte de Vergnette de Lamotte, Journal de Beaune, mardi 1er juin 1886. (Cette notice a été rédigée sans doute par Henri Lambert et a été éditée sous le titre Nécrologie - M. le vicomte A. de Vergnette de Lamotte, Beaune, Librairie Antonin Devis, 1886, 19 p.)
- Jacques-Gabriel Bulliot, Notice nécrologique de M. le vicomte de Vergnette de la Motte - séance du 2 septembre 1886, Mémoires de la Société éduenne, nouvelle série, t. 15, 1887, pp. 508-511.
- Joseph Carlet, Eloge funèbre de M. le vicomte de Vergnette-Lamotte - séance du 8 juillet 1886, Mémoires de la Société d'histoire, d'archéologie et de littérature de l'arrondissement de Beaune, t. XI, Année 1886, 1887, pp. 29-30.
- Sonia Dollinger, Esquisse d'une histoire de la Maison de Montille, Recueil des travaux du Centre beaunois d'études historiques, t. 18, 2000, pp. 83-95.
- Sonia Dollinger, de Vergnette de la Motte, un savant au service du vin, Bulletin trimestriel du Centre d'histoire de la vigne et du vin, n° 4, septembre 2001, p. 4.
- Sonia Dollinger, de Vergnette de la Motte : un érudit au service de Beaune, Bulletin trimestriel du Centre beaunois d'études historiques,  n° 77, novembre 2001, pp. 6-7.
- Pierre Joigneaux, M. A. de Vergnette-Lamotte, Journal de Beaune, mardi 8 juin 1886.
- Léonce de Montille, Vicomte A. de Vergnette de Lamotte 1806-1886, notice biographique lue à la séance du 5 mai 1887, Mémoires de la Société d'histoire et d'archéologie et de littérature de l'arrondissement de Beaune, tome 11, 1886, 1887, pp. 166-194.
- Jean Salat, Alfred de Vergnette de Lamotte à l'école royale polytechnique 1826-1828, Recueil des travaux [du Centre beaunois d'études historiques], t.22, 2004, pp. 108-122.
- Paul Serre, Notice nécrologique d'Alfred de Vergnette de Lamotte - séance du 26 juin 1886, Bulletin mensuel du Comité d'agriculture de l'arrondissement de Beaune et de viticulture du département de la Côte-d'Or, n° 5, juin 1886, pp. 70-74.
- Jean Salat, Alfred Vergnette de Lamotte à l’Ecole royale polytechnique 1826-1828, Recueil des travaux du Centre beaunois d’études historiques, t. 22, 2004, pp. 108-122.
- Hubert de Vergnette de Lamotte, Histoire des Vergnette de la Motte et de Lamotte, 1989, 119 f°.

### Livres sur le contexte social, politique, scientifique et technique
- Annie Bleton-Ruget, Pierre Joigneaux, précurseur beaunois de l'enseignement agricole, Recueil des travaux du Centre beaunois d'études historiques, t. 17, 1999, pp. 78-84.
- Jean-Marc Bourgeon, Les résistances aux traitements administratifs dans le vignoble côte-d'orient au début de la crise du phylloxéra (1879), Cahiers d'histoire de la vigne et du vin, n° 3, 2003, pp. 193-206.
- Claude Chapuis, La vie passionnée du Docteur Jules Guyot, Pays de Bourgogne, n° 203, avril 2004, pp. 11-30.
- Gérard Michaud, Louis Pasteur, la Bourgogne et les Bourguignons, Mémoires de l'Académie des Sciences, Arts et Belles Lettres de Dijon, t. 135, Années 1995-1996, 1997, pp. 325-340.
- Nicolas Pulh, Les municipalités beaunoises de 1846 à 1852 : étude socio-politique, Recueil des travaux du Centre beaunois d'études historiques, t. 20, 2002, pp. 115-164.

### Sources des textes
- Comptes rendus de l’Académie des sciences (téléchargeables gratuitement).
- (fr) [PDF] Pasteur Œuvre tome 3 – Etude sur le vinaigre et le vin